# Harpija
Harpije (grč. Ἅρπυιαι, Hárpuiai) u grčkoj mitologiji ptice su s licima žena; boginje oluje. Najčešće su prikazivane kao otimačice i pljačkašice.

## Etimologija
Ime Harpije izvedeno je od grčkog glagola harpázein = "zgrabiti", "ščepati", "domoći se", a potom imenice harpyia = "grabljivac". Dakle, Harpije su "grabljivice".

## Karakteristike
Harpije nisu uvijek bile zle. Isprva su bile boginje oštrog vjetra, personifikacije olujnih vjetrova, a odnosile su duše mrtvih u Had te su se vrlo rijetko upletale u život bogova i ljudi. Jedna je Harpija sa Zefirom, zapadnim vjetrom, bila majka Ahilejevih konja ili je, prema inačici o Erihtonijevim konjima, Elopu ugrabio Borej te su se parili i dobili konja Ksanta i kobilu Podarku.
Prema Heziodu, bila su stvorenja s lijepom kosom. Harpije su isprva bile prikazivane kao ne baš lijepa stvorenja, a poslije ih se počelo prikazivati prekrasnima, usporedno sa Sirenama. Već prema Eshilu opisane su kao ružna krilata stvorenja, a poslije kao najodvratnija čudovišta, ptice s djevojačkim glavama, s dugim pandžama i blijedim licima od gladi. U srednjem vijeku zvali su ih djevicama orlovima.
Harpije su najčešće tri:
- Ela ("okretna poput oluje", "goropadna"), znana i kao Elopa ("brza poput oluje")
- Kelena ("tamna"), znana i kao Podarka ("brzonoga") ili Podarga ("bljeskonoga")
- Okipeta ("brzoleta"), znana i kao Okipoda, Okitoja ili Nikotoja ("jureća pobjednica")

Homer ih spominje dvije, ali poimence samo Podagru. Heziod, kao i Apolodor, spominje Elu i Okipetu. Vergilije spominje Okipetu. Još se spominju Aelopa, Nikotoja, Okitoja, Okipoda te Aholoja.

## Mitologija

### Rođenje i život
Ovisno o izvorima, bile su Pontove/Posejdonove i Gejine kćeri; premda drugoj inačici Iridine sestre, Tifonove i Ehidnine kćeri, a najčešće se smatra da im je otac im je bio Taumant, a majka Okeanida Elektra (ili pak Ozomena), premda postoji i inačica da im je otac bio i Finej.
Živjele su na otocima Strofadima, na ulazu u Ork ili u pećini na Kreti.

### Harpije i Finej
Finej, kralj Trakije, imao je dar proroštva. Prema jednom izvoru, kažnjen je jer je proročanstvima previše otkrivao, a prema drugome jer je počinio zločin nad sinovima iz prvoga braka. Zeus je bio ljut na nj te ga je kaznio ostavivši ga na otoku s hranom koju nikad nije mogao jesti. Naime, Harpije bi uvijek došle i ukrale hranu iz njegovih ruku prije nego što bi je uspio pojesti, a ono što nisu bile pojele, zagadile bi izmetom. Ovo se nastavljalo sve dok nije stigao Jazon s Argonautima.
Boreadi, Kalais i Zet, krilati sinovi Boreja, sjevernog vjetra progonili su Harpije. Naime, prema jednoj inačici mita Harpije su pobjegle, ali jedna se utopila u rijeci Tigris (te se prozvala rijekom Harpis), a druga je stigla do Ehinada i nikad se nije vratila pa su se otoci prozvali Strofadama; zbog umora i ona i njezin progonitelj posustali su te su Harpije obećale da Harpije više neće uznemiravati nikoga te su se one vratile u svoju pećinu na Kreti. Prema drugoj inačici Boreadi su htjeli ubiti Harpije, a potom su se pojavili Irida, Hermes ili njihov otac Tifon te ih spasili i obećali da im više neće smetati, a prema trećoj i Harpije i Boreadi poginuli su.
Zahvalan za njihovu pomoć, Finej je Argonatima pomogao rekavši im kako da prođu Simplegade, začarane stijene.

### Eneida
Prema Vergiliju, Eneja je također susreo Harpije na njihovu boravištu u Strofadima gdje su Trojancima krale hranu. Kelena ih je proklela rekavši da će biti toliko gladni da će jesti stolove prije nego što stignu na kraj putovanja, a Trojanci su pobjegli u strahu.
Također su prikazane kao čuvarice podzemnog svijeta.

## Vanjske poveznice
- Harpije u klasičnoj literaturi i mitologiji (engl.)